# Велика Ведмежка
Вели́ка Ведме́жка — село в Україні, у Маневицькій селищній громаді Камінь-Каширського району Волинської області. Населення становить 313 осіб.

## Історія
У 1906 році село Ведмезької волості Луцького повіту Волинської губернії. Відстань від повітового міста 74 верст. Дворів 102, мешканців 790.
12 червня 2020 року, відповідно до розпорядження Кабінету Міністрів України № 708-р «Про визначення адміністративних центрів та затвердження територій територіальних громад Волинської області», село увійшло у склад Маневицької селищної громади.
19 липня 2020 року, в результаті адміністративно-територіальної реформи та ліквідації  Маневицького району, село увійшло до складу новоутвореного Камінь-Каширського району.

## Населення
Згідно з переписом УРСР 1989 року чисельність наявного населення села становила 353 особи, з яких 165 чоловіків та 188 жінок.

За переписом населення України 2001 року в селі мешкало 311 осіб.

### Мова
Розподіл населення за рідною мовою за даними перепису 2001 року:
| Мова       | Відсоток |
| ---------- | -------- |
| українська | 99,36 %  |
| російська  | 0,64 %   |